# Tom Taylor (soccer)
Thomas Sylvester Taylor dit Tom Taylor  est un joueur de soccer (football) canadien, né le 4 décembre 1880 à Galt dans la province de l'Ontario et mort le 15 août 1945 à Winnipeg.
Champion olympique avec le Canada lors des JO 1904 de Saint-Louis (Missouri), il est également le meilleur buteur de la compétition, à égalité avec son coéquipier Alex Hall.